# Inkubus Sukkubus

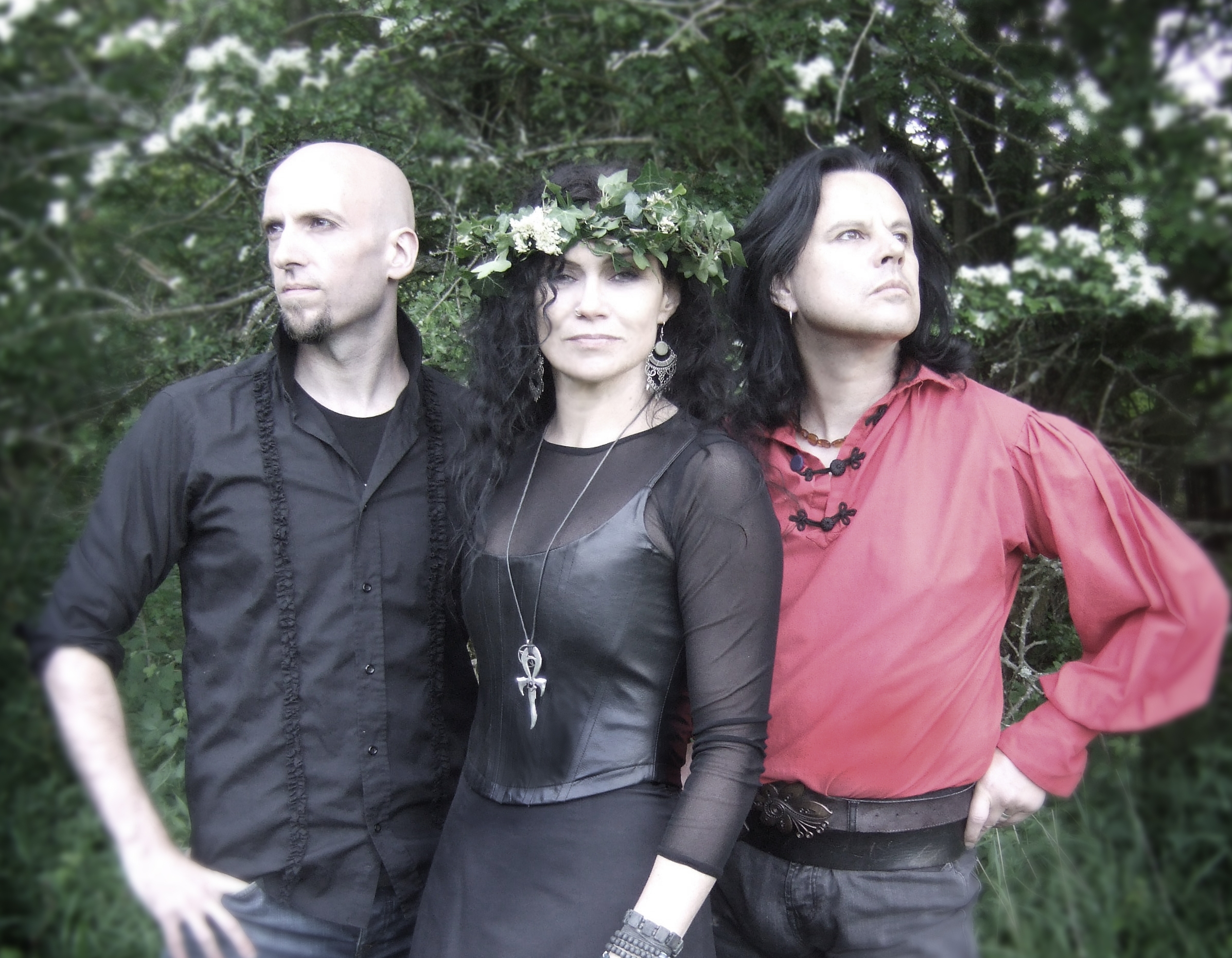
Inkubus Sukkubus (2004)

Logo der Band

Inkubus Sukkubus ist eine 1989 in Großbritannien gegründete Pagan-Rock-Band.

## Werdegang
Im Sommer 1989 trafen sich drei Grafikdesign-Studenten, Tony McCormack, Candia Ridley und Adam Henderson, an der University of Manchester. Sie alle verband das Interesse an Heidentum (engl. Paganism von lat. paganus „Heide“), Dämonen, Vampiren, Zauberinnen und anderen okkulten und übernatürlichen Themen sowie die Liebe zu Musik aus vergangenen Epochen. So entstand aus diesem Treffen eine Band, die all das verkörpern sollte. Anfangs einigte man sich auf den Namen „Belas Knap“, ein Begriff aus der Geschichte Gloucesters. Das erste musikalische Ergebnis der Band war die Single Beltaine, die auch den Einzug ins BBC Radio I schaffte.
Der anfänglichen Bandname Belas Knap und das Studioprojekt Children of the Moon wurden schließlich in Inkubus Sukkubus umbenannt. Der Begriff stammt aus der Zeit der Hexenverfolgung, als die Opfer auch des Beischlafs mit dem Teufel beschuldigt wurden. Bei Frauen hieß der Satan Incubus (lat. für „der Obenliegende“), bei Männern Succubus („der Untenliegende“).
1992 erschien das erste Studioalbum Belladonna & Aconite, das Inkubus Sukkubus, mittlerweile durch Bob Gardener (Bass/Schlagzeug) verstärkt, den Ruf als Britain´s premier Pagan Rock band einbrachte.
Nach dem 1993 entstandenen Album Wytches nahm der Bekanntheitsgrad dank Airplay des BBC-World-Service, Tourneen und Rezensionen in Europa, den USA und dem Fernen Osten rapide zu. 1995 wurde Inkubus Sukkubus bei dem Londoner Label Resurrection Records unter Vertrag genommen und nahm das bis dato erfolgreichste Album „Heartbeat of the Earth“ auf.
„Vampyre Erotica“ wurde im Jahr 1997 veröffentlicht. Für Aufsehen in der Szene sorgte der auf diesem Album enthaltene Song „Paint it Black“ – eine eigenwillige Coverversion des bekannten Rolling-Stones-Titels. Ein privater Höhepunkt für Tony und Candia war außerdem die Geburt ihres Sohnes Leon.
Das streng limitierte „Away with the faeries“ bestand aus einem offiziellen Livemitschnitt einiger Highlights der 1998er UK-Tour. Im März 1999 folgte eine Tour durch Deutschland, Frankreich, Großbritannien, Belgien und Amerika. Ebenso erschien eine weitere CD: „Wild“. 2000 tourte die Band durch Frankreich, Griechenland und wieder Großbritannien und begann die Aufnahmen am im Frühjahr 2001 veröffentlichten Album „Supernature“.
Beim M’era Luna Festival im Sommer 2001 spielten sie unter anderem zusammen mit Marilyn Manson. Ihre Website bot erstmals einige ausgewählte Songs (beispielsweise eine frühe Version von „Burning Times“) legal als MP3 zum Download an. Daraufhin wurden die Songs über 400.000-mal heruntergeladen. Das steigerte sich kontinuierlich auf 1.500.000 Downloads im Jahr 2003, was Inkubus Sukkubus zu einer der am meisten im MP3-Format heruntergeladenen Band Großbritanniens machte. 2005 war eine große Skandinavientour angesagt; gespielt wurde in Norwegen, Schweden und Dänemark.

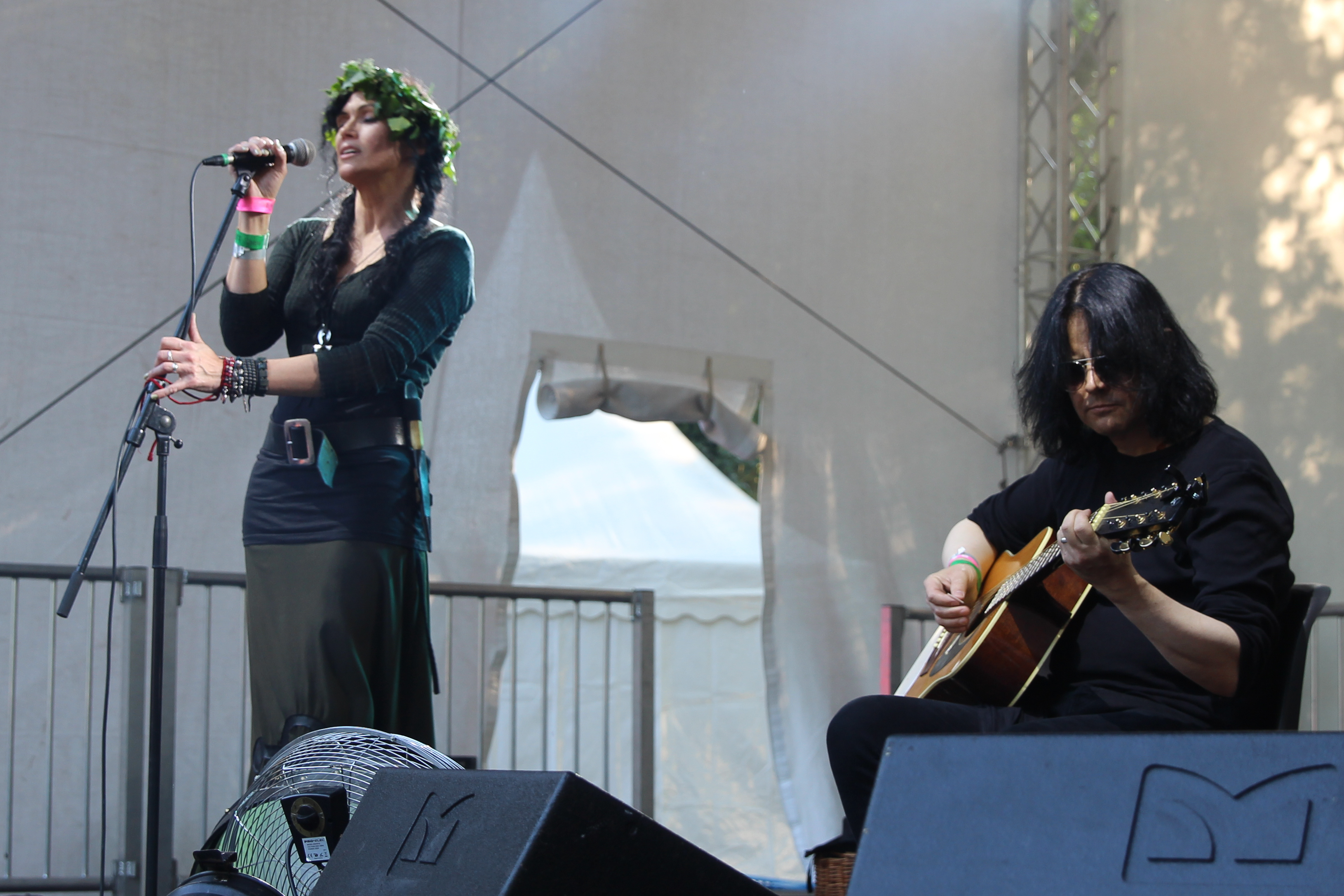
Wave-Gotik-Treffen 2014

## Diskografie
- 1992: Beltaine
- 1993: Belladonna & Aconite
- 1994: Wytches
- 1995: Heartbeat of the Earth
- 1997: Vampyre Erotica
- 1998: Away with the Faeries
- 1999: Wild
- 2001: Supernature
- 2003: The Beast with Two Backs
- 2005: Wytches and Vampyres – The Best Of
- 2005: Witchqueen (EP)
- 2007: Science & Nature
- 2008: Viva La Muerte
- 2010: The Dark Goddess
- 2012: The Goat
- 2013: Queen of Heaven, Queen of Hell
- 2014: Love Poltergeist
- 2015: Mother Moon
- 2016: Barrow Wake – Tales of Witchcraft and Wonder, Volume One
- 2016: Wikka Woman
- 2017: Belas Knap – Tales of Witchcraft and Wonder, Volume Two
- 2018: Vampire Queen
- 2018: Sabrina Goddess of the Severn – Tales of Witchcraft and Wonder, Volume Three
- 2019: Lilith Rising
- 2021: The Way of the Witch
- 2023: She of a Thousand Names